# Beattraax
Piotr Mazur (4 september 1979) beter bekend onder zijn artiestennaam Beattraax is een Poolse DJ en producer. Van het album Beattraax - Project Well werden meer dan 40.000 exemplaren verkocht.

## Discografie

### Albums
- 2004 - Project Well
- 2007 - House Emotion

## Onderscheidingen
- 2003 - Poolse clubdj van het jaar. (Verkiezing in Katowice)
- 2004 - Poolse clubdj van het jaar. (Verkiezing in Wrocław)